# Sint-Nicolaaskerk (Halle-Büschdorf)
De Sint-Nicolaaskerk (Duits: Sankt Nikolaus) staat in het ten oosten van de binnenstad van Halle (Saksen-Anhalt) gelegen stadsdeel Büschdorf.
Het kerkschip en de toren van het godshuis dateren uit de 2e helft van de 12e eeuw. De koorafsluiting is gotisch.
Zoals veel kerken in de omgeving werd ook de Nicolaaskerk in de jaren 1720-1724 in de barokke stijl verbouwd. Eveneens werd de toren verhoogd. Uit deze periode dateert ook de barokke bekroning.
Tot het interieur behoort onder andere een middenpaneel van een altaar met houtsnijwerk uit circa 1500.